# Estany Esbalçat
L'Estany Esbalçat est un lac d'Andorre situé dans la paroisse d'Ordino.

## Toponymie
- Estany est un terme omniprésent dans la toponymie andorrane, désignant en catalan un « étang »[1]. Estany dérive du latin stagnum signifiant « étendue d'eau »[2].
- Esbalçat est un toponyme roman formé sur l'article es suivi de balç[3]. Es dérive du latin ipse et correspond à l'article défini masculin singulier « le »[4]. Il s'agit d'une forme particulière de l'article en catalan appelée article salat, répandue au Moyen Âge mais qui n'a perduré ultérieurement que dans la forme dialectale baléare[4],[5]. Au contraire de la Catalogne voisine, l'usage de cet article salat dans la composition de toponymes est un phénomène rare en Andorre[4]. Balç est issu du latin balteu signifiant « rocher escarpé ».

## Géographie

### Localisation et géologie
L'estany Esbalçat se situe à l'extrême nord de la paroisse d'Ordino en Andorre. Il se niche à une altitude de 2 278 m dans une cuvette de surcreusement située au sein d'un petit cirque glaciaire (niche d'érosion glaciaire). Les roches constituant ce cirque sont à dominante schisteuse comme dans l'ensemble du Nord-Ouest andorran,.
De hauts sommets d'élèvent au nord du lac et matérialisent la frontière franco-andorrane : le pic de Les Planes (2 789 m) et le pic des Fangasses (2 682 m), séparés par le port de l’Estany Esbalçat.
| \| Estany Esbalçat \|                                              |                                       |
| Position de l'estany Esbalçat sur la carte géologique de l'Andorre | Pic des Fangasses surmplombant le lac |
| Estany Esbalçat                                                    |                                       |

### Hydrographie
D'une superficie de 2 ha, le lac donne naissance au Riu de l'Estany Esbalçat. Les eaux de ce dernier se mêlent à celles issues du petit cirque voisin de la Coma del Mig et sont tributaires du riu de Tristaina appartenant au bassin de la Valira del Nord.
| \| Estany Esbalçat \|                                                               |                                      |
| Position de l'Estany Esbalçat sur la carte des bassins hydrographiques de l'Andorre | Riu de Tristaina bordé de rhodoraies |
| Estany Esbalçat                                                                     |                                      |

### Climat
| Mois                              | jan. | fév. | mars | avril | mai   | juin  | jui. | août | sep. | oct.  | nov.  | déc. | année   |
| --------------------------------- | ---- | ---- | ---- | ----- | ----- | ----- | ---- | ---- | ---- | ----- | ----- | ---- | ------- |
| Température minimale moyenne (°C) | −4,8 | −5,3 | −3,8 | −2,3  | 1,2   | 4,4   | 6,8  | 6,7  | 4,3  | 1,9   | −1,8  | −3,8 | 0,4     |
| Température moyenne (°C)          | −1,5 | −1,6 | 0,4  | 1,3   | 5,1   | 9     | 12,1 | 11,9 | 9    | 5,6   | 1,5   | −0,5 | 4,4     |
| Température maximale moyenne (°C) | 1,9  | 2,3  | 4,8  | 5,4   | 9,6   | 13,7  | 18   | 17,8 | 14,3 | 10    | 5,4   | 2,9  | 8,9     |
| Précipitations (mm)               | 85,9 | 48,4 | 63,6 | 105,3 | 125,3 | 113,3 | 87,4 | 98,4 | 99,2 | 104,6 | 122,2 | 98,2 | 1 151,8 |

## Randonnée
Le lac est accessible au départ de Ordino-Arcalis après environ une heure de marche et un dénivelé positif de 220 m.

## Faune et flore

### Flore
Les environs des lacs sont notamment constitués de pelouses montagnardes acidophiles ou mésophiles à Nardus stricta ou encore à Festuca eskia. Quelques pins noirs poussent également à proximité de la rive sud du lac.

## Galerie de photographies

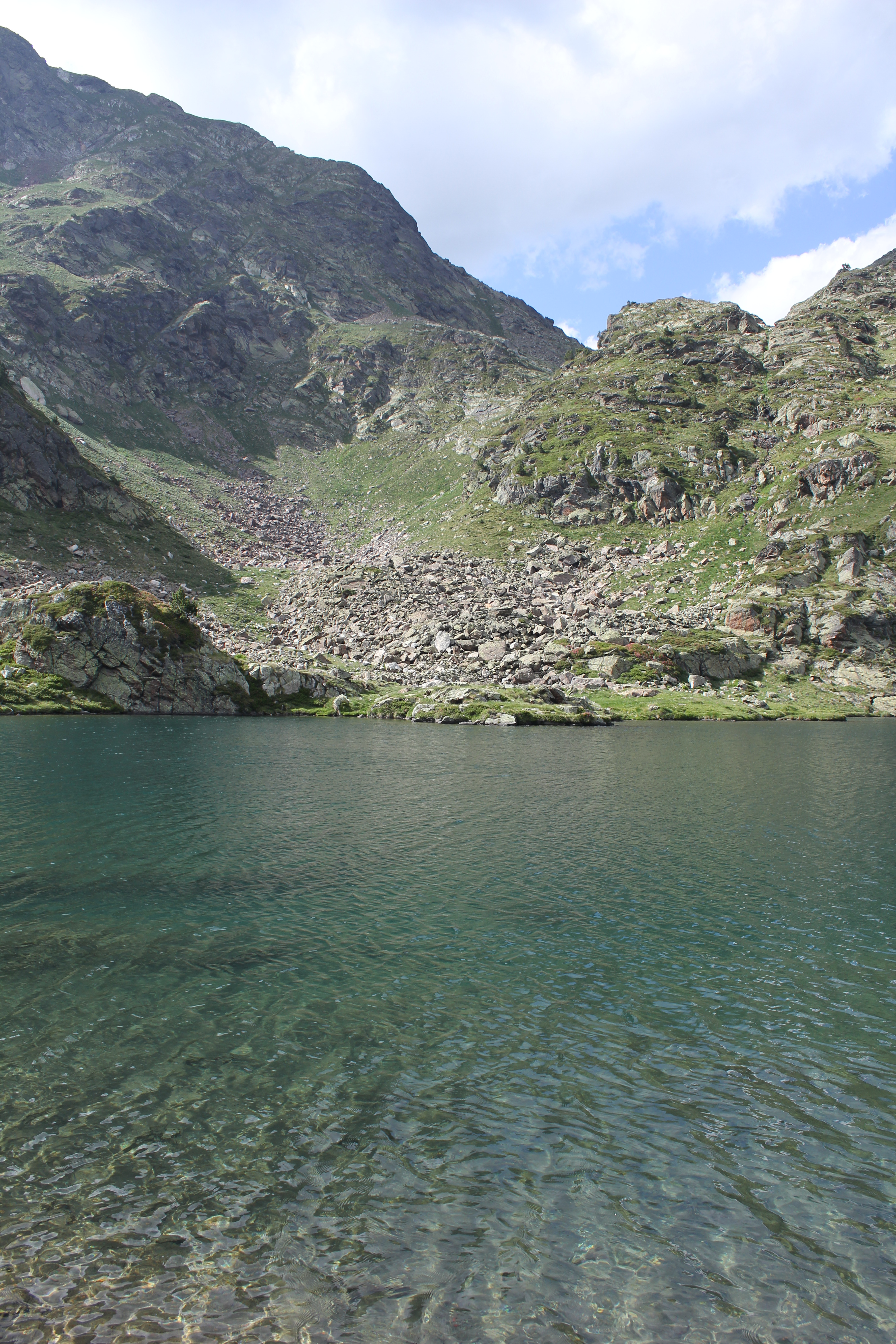
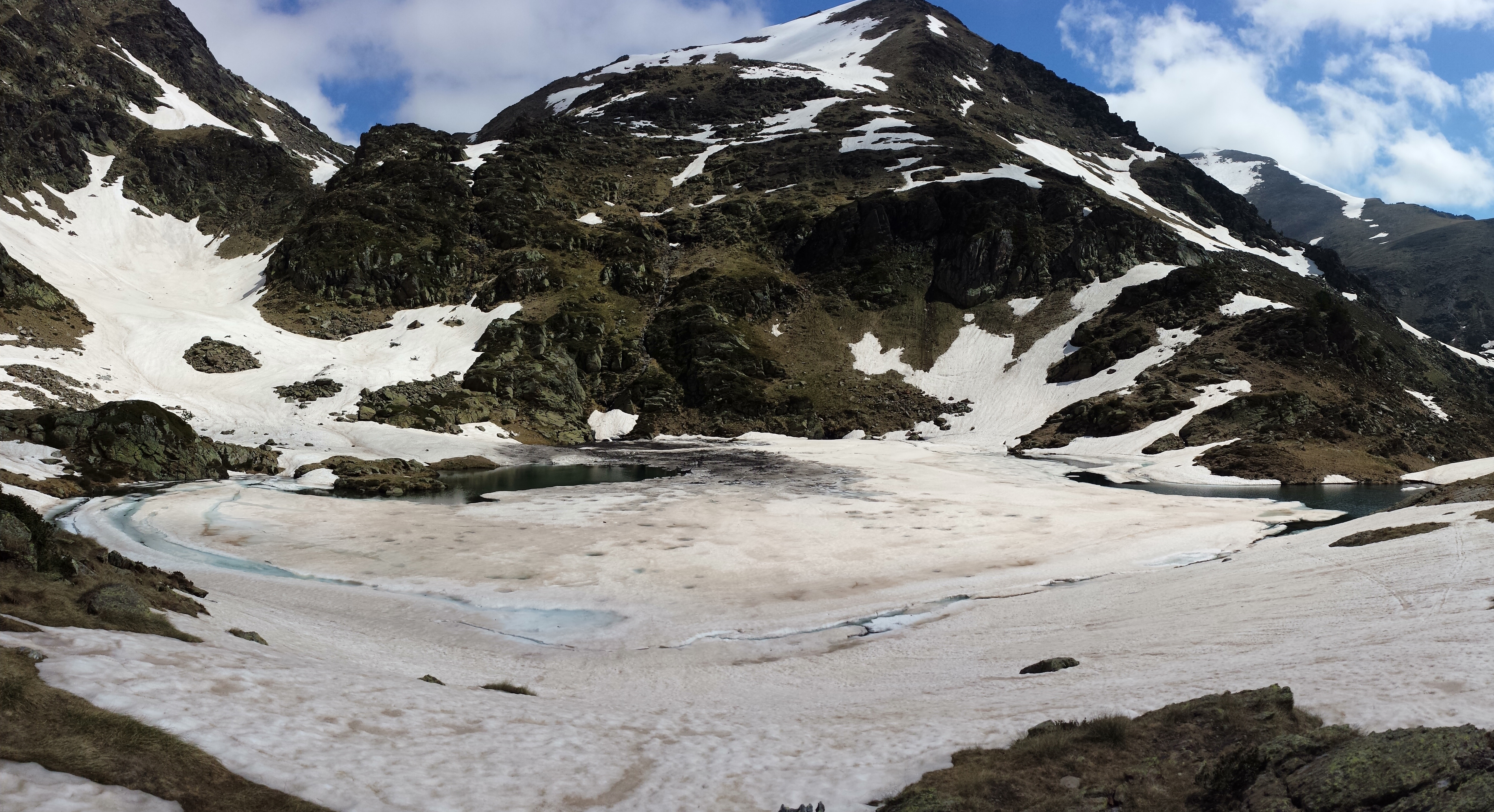

### Faune
- Omble de fontaine[11]
- Truite fario[11]